# Compressiemodulus

De hydrostatische druk zorgt voor een volumeverandering.

De compressiemodulus of bulkmodulus is een materiaalconstante die een aanduiding geeft van de volumeverandering die ontstaat bij een aangelegde hydrostatische druk. Het omgekeerde van de compressiemodulus wordt de compressibiliteit genoemd.
Voor niet te grote drukverandering is de volumevermindering {\displaystyle \Delta V} negatief evenredig met het volume {\displaystyle V} en de drukverandering {\displaystyle \Delta p}, en er geldt:
{\displaystyle \kappa {\frac {\Delta V}{V}}=-\Delta p}
Hierin is
- {\displaystyle \Delta p} de drukverandering en
- {\displaystyle {\frac {\Delta V}{V}}} de relatieve volumeverandering of de rek.[1]

De evenredigheidsconstante {\displaystyle \kappa } heet de compressiemodulus.
De relatieve volumevergroting kan berekend worden uit {\displaystyle \Delta V/V=(1+\varepsilon _{x})(1+\varepsilon _{y})(1+\varepsilon _{z})-1}, wat vereenvoudigd kan worden tot de som van de rekken {\displaystyle \varepsilon _{x}+\varepsilon _{y}+\epsilon _{z}}. Dat is een benadering van de tweede orde. 
Er bestaat een verband tussen de elasticiteitsmodulus {\displaystyle E}, de compressiemodulus {\displaystyle \kappa } en de poisson-factor {\displaystyle \nu }:
{\displaystyle \kappa ={\frac {E}{3(1-2\nu )}}}
Dit betekent dat rubber bijna onsamendrukbaar is ({\displaystyle \nu =1/2}) en dat de compressiemodulus voor metalen ({\displaystyle \nu =1/3}) ongeveer gelijk is aan de elasticiteitsmodulus {\displaystyle E}.

## Toepassing
De voortplantingssnelheid in een vloeistof of gas, bijvoorbeeld geluid in een materiaal, is afhankelijk van deze modulus, volgens het volgende verband:
{\displaystyle v={\sqrt {\frac {\kappa }{\rho }}}}

## Voorbeelden
| Materiaal  | Compressiemodulus (GPa) |
| ---------- | ----------------------- |
| water      | 2,183                   |
| olie       | 1,25 - 1,82             |
| kwik       | 27,0                    |
| glycerol   | 4,76                    |
| methanol   | 0,823                   |
| chloroform | 0,83 - 1,0              |
| ijzer      | 170                     |
| glas       | 46,15                   |